# 弗里茨·烏爾曼
弗里茨·烏爾曼（德語：Fritz Ullmann；1875年7月2日—1939年3月17日）是一名德國化學家。出生於福爾特，在紐倫堡開始學習化學，並於1895年在卡爾·格雷貝指導下取得日內瓦大學博士學位。在日內瓦一段時間後，他於1905年前往柏林。烏爾曼在1905年至1913年及1922年至1925年間在柏林工業大學任教，起先是普通教職人員，後來成為教授。1900年，他提出以硫酸二甲酯作為烷基化劑。1914年至1922年，回到日內瓦的他出版了第一版《烏爾曼工業化學百科全書》共12卷，後經過多次再版並流傳至今。他與1905年至1910年間的實驗室助理爾瑪·戈德堡結婚。烏爾曼反應、烏爾曼縮合、格雷比－烏爾曼合成、戈德堡反應以及約翰－烏爾曼－戈德堡合成等化學反應即是以他們之名命名的。